# Night in the Ruts
Night in the Ruts — шестой студийный альбом американской рок-группы Aerosmith, был издан в 1979 году на лейбле Columbia Records. Джо Перри ушёл из группы в середине записи пластинки. Первоначально продюсером диска был Джек Дуглас (с которым группы записала предыдущие четыре альбома), но позже, боссы Columbia Records заменили его на Гэри Лайонса.
Несмотря на похвалы некоторых критиков и неплохие продажи на старте, альбом стремительно «выпал» из чартов. Тем не менее, диску удалось достичь платинового статуса (спустя 15 лет). На песни «No Surprize» и «Chiquita» были сняты музыкальные видео (при участии Джимми Креспо, который заменил Перри); однако, эти клипы не получили хорошей ротации на телевидении. «No Surprize» стала любимой песней Стивена Тайлера.
Название альбома — это намеренный спунеризм фразы «прямо по яйцам» («right in the nuts»), которая легла в названии последующего турне группы, и была запечатлена на задней обложке диска.

## Список композиций

### Сторона один
| №  | Название                                              | Автор(ы)                 | Длительность |
| -- | ----------------------------------------------------- | ------------------------ | ------------ |
| 1. | «No Surprize»                                         | Стивен Тайлер, Джо Перри | 4:25         |
| 2. | «Chiquita»                                            | Тайлер, Перри            | 4:24         |
| 3. | «Remember (Walking in the Sand)» (вместе с Мэри Вайс) | Шэдоу Мортон             | 4:03         |
| 4. | «Cheese Cake»                                         | Тайлер, Перри            | 4:15         |

### Сторона два
| №  | Название                                     | Автор(ы)                                 | Длительность |
| -- | -------------------------------------------- | ---------------------------------------- | ------------ |
| 1. | «Three Mile Smile»                           | Тайлер, Перри                            | 3:40         |
| 2. | «Reefer Head Woman»                          | Джо Беннетт, Джэз Гиллум, Лестер Мелроуз | 4:03         |
| 3. | «Bone to Bone (Coney Island White Fish Boy)» | Тайлер, Перри                            | 2:58         |
| 4. | «Think About It»                             | Кит Релф, Джимми Пэйдж, Джим Маккарти    | 3:31         |
| 5. | «Mia»                                        | Тайлер                                   | 4:15         |

## Участники записи
| Aerosmith - Стивен Тайлер — вокал - Джо Перри — гитара, слайд-гитара, бэк-вокал на «No Surprize», «Mia», «Cheese Cake», «Three Mile Smile» и «Bone to Bone (Coney Island White Fish Boy)» - Брэд Уитфорд — гитара - Том Гамильтон — бас-гитара - Джоуи Крамер — ударные приглашённые музыканты - Джимми Креспо — гитара, бэк-вокал на «Three Mile Smile» - Мэри Вайс — бэк-вокал на «Remember (Walking in the Sand)» - Ричи Супа — дополнительная гитара на «No Surprize» и «Mia» - Луис дель Гатто — баритоновый саксофон на «Chiquita» - Лу Марини — тенор-саксофон на «Chiquita» - Барри Роджерс — тромбон на «Chiquita» - Нил Томпсон — гитара на «Chiquita» - Джордж Янг — духовые инструменты, альт-саксофон на «Chiquita» | технический персонал - Aerosmith, Гэри Лайонс — продюсеры - Дэвид Кребс — исполнительный продюсер - Гэри Лайонс — звукоинженер - Джордж Марино — мастеринг - Вик Анезини — ремастеринг - Дэвид Кребс, Стив Лебер — руководители - Кит Гэрд — креативный супервайзер - Джоэл Циммерман — художественный супервайзер (только на переиздании) - Джон Кош — художественный руководитель - Кош, Лиза Спарагано — дизайн - Styler — концепция обложки - Джимми Иэннер младший (только на переиздании), Джим Ши — фотографии |

## Позиции в хит-парадах
Альбом
| Название чарта           | Наивысшая позиция | Пребывание в чарте | Источник(и)          |
| ------------------------ | ----------------- | ------------------ | -------------------- |
| RPM 100 Albums           | 8                 | 19 недель          | [ 19 ] [ 20 ] [ 21 ] |
| Billboard Top LPs & Tape | 14                | 19 недель          | [ 22 ]               |
| Oricon                   | 39                | нет данных         | [ 23 ]               |

| Хит-парад (1980)      | Позиция |
| --------------------- | ------- |
| Канада (RPM Year-End) | 39      |

Синглы
| Год выпуска сингла               | Название чарта                   | Наивысшая позиция                | Пребывание в чарте               | Источник(и)                      |
| «Remember (Walking in the Sand)» | «Remember (Walking in the Sand)» | «Remember (Walking in the Sand)» | «Remember (Walking in the Sand)» | «Remember (Walking in the Sand)» |
| -------------------------------- | -------------------------------- | -------------------------------- | -------------------------------- | -------------------------------- |
| 1980                             | RPM 100 Singles                  | 29                               | 12 недель                        | [ 25 ] [ 26 ] [ 27 ]             |
| 1980                             | Billboard Hot 100                | 67                               | 6 недель                         | [ 28 ]                           |

## Сертификации
| Регион                                                      | Сертификация | Продажи    |
| ----------------------------------------------------------- | ------------ | ---------- |
| Канада (Music Canada)                                       | Золотой      | 50 000^    |
| США (RIAA)                                                  | Платиновый   | 1 000 000^ |
| ^ Данные о тиражах приведены только на основе сертификации. |              |            |